# Juwon Oshaniwa
Juwon Oshaniwa, född 14 september 1990 i Ilorin, är en nigeriansk fotbollsspelare som sedan 2015 spelar i Heart of Midlothian. Han spelar även för Nigerias landslag och var med i truppen till VM 2014.

## Karriär

### Klubblag
Juwon Oshaniwa spelade i Kwara United, Lobi Stars och Sharks i hemlandet Nigeria innan han 2012 skrev på för israeliska FC Ashdod. Han gjorde sin första match 13 september 2012 när Ashdod besegrade Beitar Jerusalem med 2-1. Oshaniwa drabbades dock av ett virus vilket höll honom borta från fotbollsplanen under några månader och han spelade därför bara 19 matcher under sin första säsong i klubben.
Under säsongen 2013/14 gjorde han 24 matcher då Ashdod, via playoff, blev degraderade från israeliska högstaligan. Säsongen efter fick han mindre speltid och gjorde bara tretton matcher, och ryktades vara på väg till Celtic. 17 januari 2015 gjorde han sitt enda mål för Ashdod då man vann med 2-1 över Hapoel Petah Tikva.
1 augusti 2015 stod det klart att skotska Heart of Midlothian blev Oshaniwas nästa klubb. Sin debut gjorde han 1 vecka senare då Hearts besegrade Dundee med 2-1.

### Landslag
Oshaniwa gjorde debut för Nigerias landslag under 2012 och var med i truppen till Afrikanska mästerskapet 2013, där hans enda match var ett inhopp i finalen mot Burkina Faso då Nigeria vann med 1-0. Han var även med i VM 2014, då han deltog i Nigerias samtliga matcher.

## Meriter
Nigeria
- Afrikanska mästerskapet
  - Guld: 2013